# برتزهاهن
برتسهان (به آلمانی: Berzhahn) یک شهر در آلمان است که در وستروالدکرایس واقع شده‌است.